# Idols

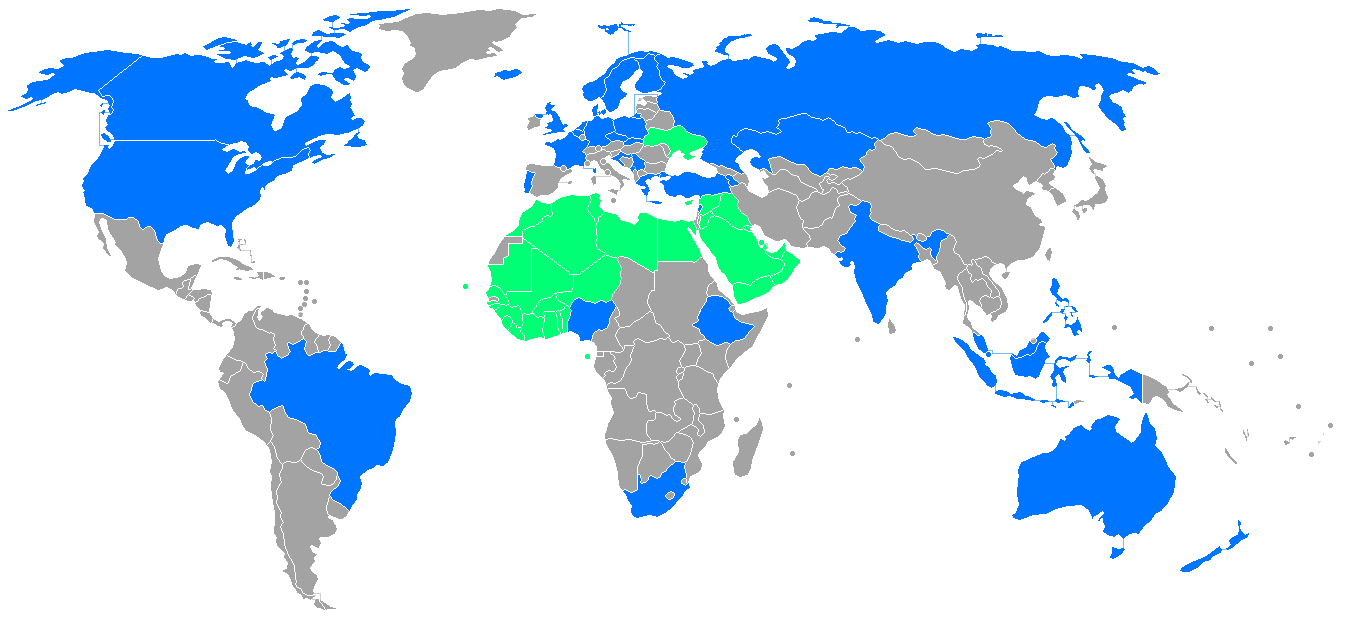
Países com versões próprias do programa
Países que exibiram alguma versão de Idols

O sucesso da competição televisiva britânica Pop Idol para eleger novos talentos musicais, desembocou em spin-offs em mais de 40 países. Agora referida como formato Idols pela FremantleMedia , o Pop do título original da competição teve de ser removido em vendas internacionais devido à questões judiciais entre os produtores do Pop Idol e os criadores do formato Popstars. A série Idols é gerida pela 19 Entertainment.
A franquia Idols é a terceira franquia mais popular internacionalmente, atrás somente de Who Wants to Be a Millionaire? (Quem Quer Ser Milionário?) e The Weakest Link (O Elo Mais Fraco), ambas também originadas no Reino Unido .

## Formato

### Apresentadores
Cada versão tem ao menos um apresentador que comanda a atração, apresenta os cantores e é o responsável por divulgar o resultado final. Em alguns países, mais de uma pessoa apresenta o programa, como é o caso da primeira versão brasileira.

### Jurados

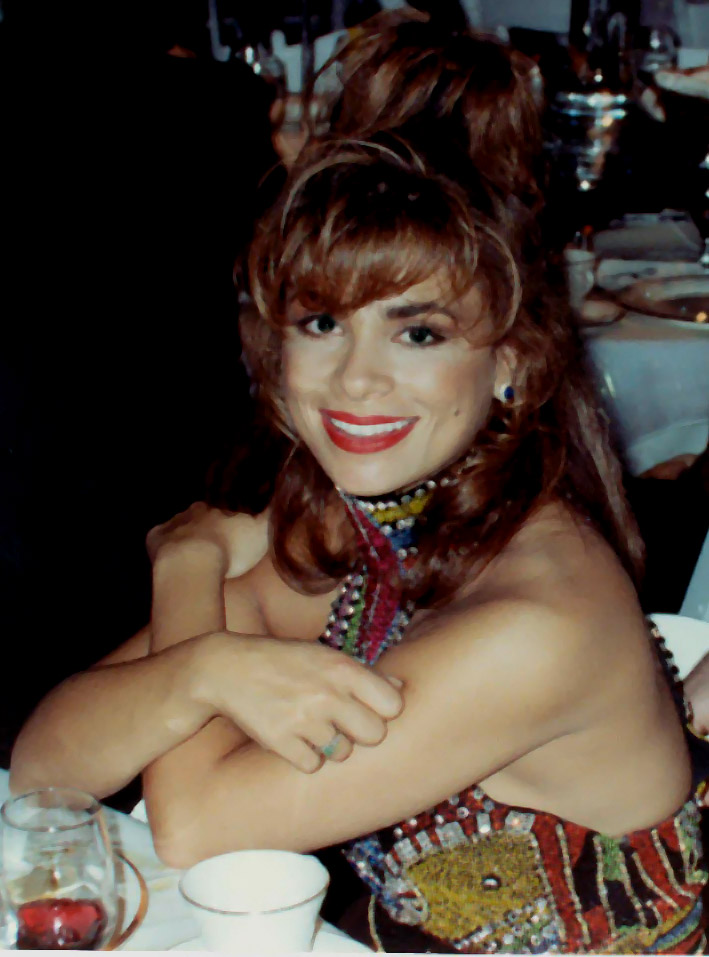
Paula Abdul, jurada do American Idol

Um pequeno grupo de pessoas ligada à indústria da música (produtores, cantores, entre outros) são pré-selecionadas para realizar audições em cidades do país da competição para fazer uma seleção dos candidatos com potencial para seguir na competição. Eles acompanham os candidatos durante toda a competição, dando dicas, criticando e eliminando - em alguns estágios da competição.
Os jurados frequentemente atingem um grau de popularidade próximo ou até mesmo maior do conquistado pelos participantes devido ao comportamento individual de cada um, como rigor, "tiradas" e piadas.

### Estágios da competição

#### Audições
As audições são realizadas em regiões de grande concentração populacional do país da competição. Todos os candidatos inscritos são ouvidos pelos jurados individualmente. A chance de cantar frente à televisão leva um grande número de candidatos fracos e que só têm o intuito de fazer graça, sendo consequentemente satirizados pelos jurados. Isto dá leveza à competição. Nesta fase, o apresentador tem uma aparição menor apenas mostrando pontos turísticos do local de realização de gravação e entrevistando candidatos na fila de espera.

#### Teatro
Os candidatos aprovados nas audições são levados à fase do teatro, na cidade sede do programa. Esta etapa é feita em três estágios. Na primeira, os candidatos são divididos em grupos de 10 pessoas e cantam individualmente e sem acompanhamento uma música de escolha livre. Eles são novamente julgados e alguns eliminados. Em seguida, os participantes devem memorizar previamente canções escolhidas pelos jurados para se apresentar em trios (ou, menos comumente, em duplas ou quartetos). Os aprovados têm, finalmente, que fazer uma apresentação solo à capela de uma música de escolha própria em frente a outros participantes, familiares e amigos. Em todas as etapas, mesmo cantando em trio, os participantes são julgados individualmente.
Em alguns países, alguns participantes eliminados retornam ao show em substituição à desclassificação ou desistência de outro candidato.

#### Semi-finais
Na semifinal, que ocorre geralmente ao vivo (em alguns países, é pré-gravada), os sobreviventes da fase do teatro cantam em um estúdio de televisão. Eles novamente recebem críticas dos jurados mas, a partir desta fase, são os telespectadores que decidem que continua na competição, através de votos via telefone e SMS (em alguns países, outros mecanismos de voto são utilizados, como Internet e televisão digital). Durante a semana anterior à apresentação, os participantes recebem individualmente aulas de preparação de voz específicas para a música de sua escolha. Originalmente, as apresentações eram acompanhadas somente por um piano, embora em algumas versões posteriores tenha sido substituído ou acrescido de outros instrumentos em bandas ao vivo ou gravadas.
O resultado da escolha e eliminação dos telespectadores é dado algumas horas após a apresentação ou no programa seguinte. Devido ao número de participantes para ser ouvido pelo público em apresentações completas ser grande, geralmente de 18 a 50, esta etapa é feita semanalmente com um grupo de participantes.

#### Apresentações ao vivo
É a última etapa passada pelos concorrentes antes da grande final. Ela dura a quantidade de semanas necessária para que restem somente dois ou três participantes para competir no derradeiro programa. São feitas apresentações ao vivo pelos candidatos para uma plateia maior e um candidato é eliminado por programa (ou por semana). Geralmente, são feitas apresentações temáticas, como músicas da década de 1980 ou de intérpretes originais masculinos e femininos, entre outras. Estas apresentações são acompanhadas por bandas ao vivo ou sons instrumentais gravados.

#### Grande final

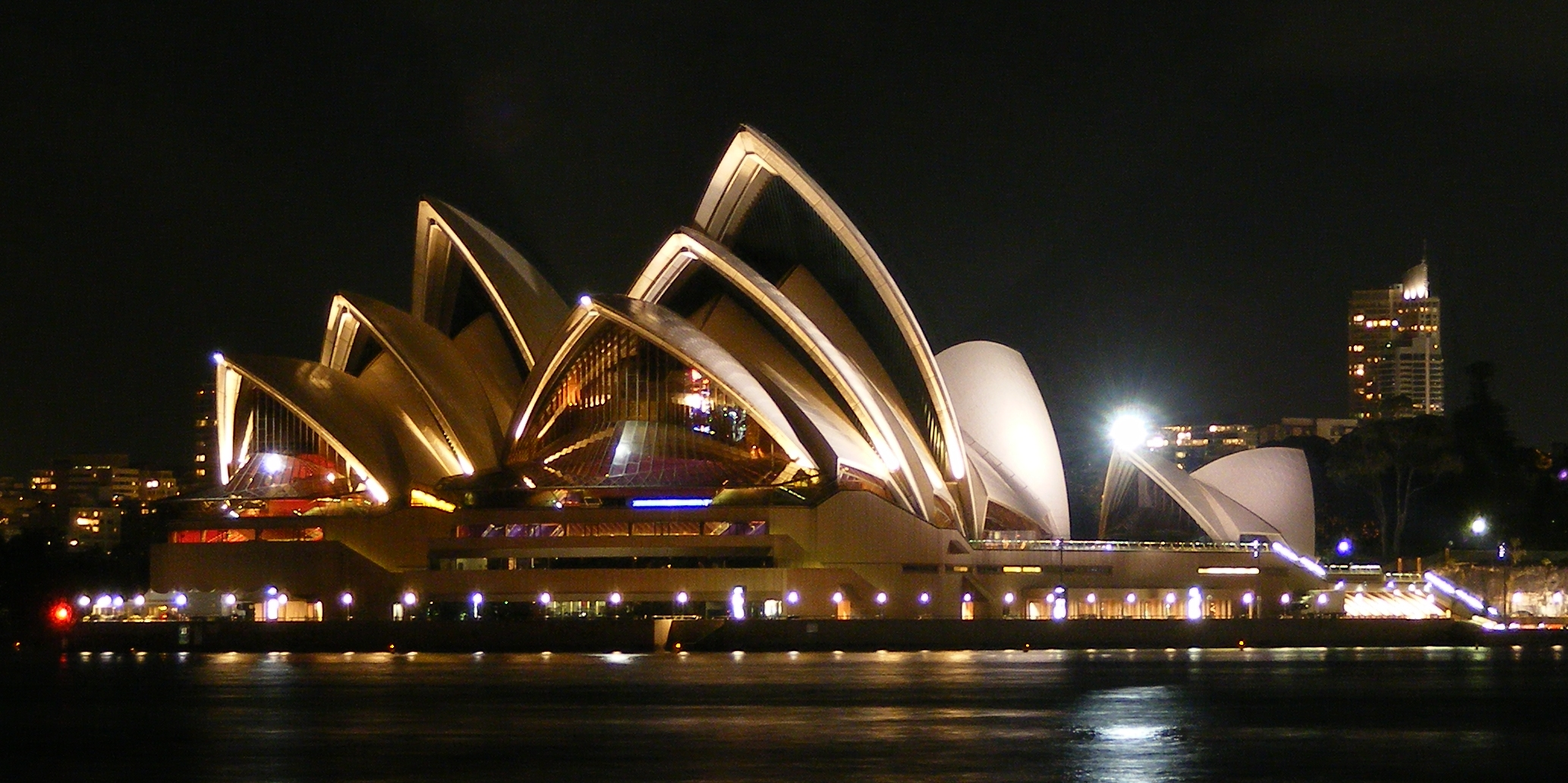
Ópera de Sydney, palco das finais australianas

A grande final consiste na apresentação dos dois (ou três) participantes restantes na competição. Este é o ápice da série e a maior apresentação de toda a temporada. Tanto que em alguns países, ela é realizada em locais de prestígio, como o Teatro Kodak na versão norte-americana e a Ópera de Sydney na versão australiana. Novamente o resultado é dado em um programa seguinte à apresentação, e dela participam músicos convidados e concorrentes já eliminados. No final é anunciado o participante que recebeu mais votos, que se torna o vencedor do programa e ganha um contrato com uma gravadora para o lançamento de um disco. O vencedor encerra o programa cantando a música de trabalho em meio à fogos de artifício.
Apesar de não ganharem o programa, durante sua trajetória, diversos participantes de Idols seguiram o mesmo caminho de fama do vencedor. Da mesma forma, muitos vencedores são fadados ao esquecimento.

### Mídia / Patrocínio
Em geral, a gravadora associada e afiliada com os diversos Idols em todo o mundo é a Sony BMG, embora países com Islândia e Cazaquistão não tenham uma subsidiária local da companhia. A Sony BMG e a FremantleMedia estão ligadas por seu acionista em comum: a alemã Bertelsmann. Ela detém 90.4% da FremantleMedia e 50% da Sony BMG.

## Idols ao redor do mundo

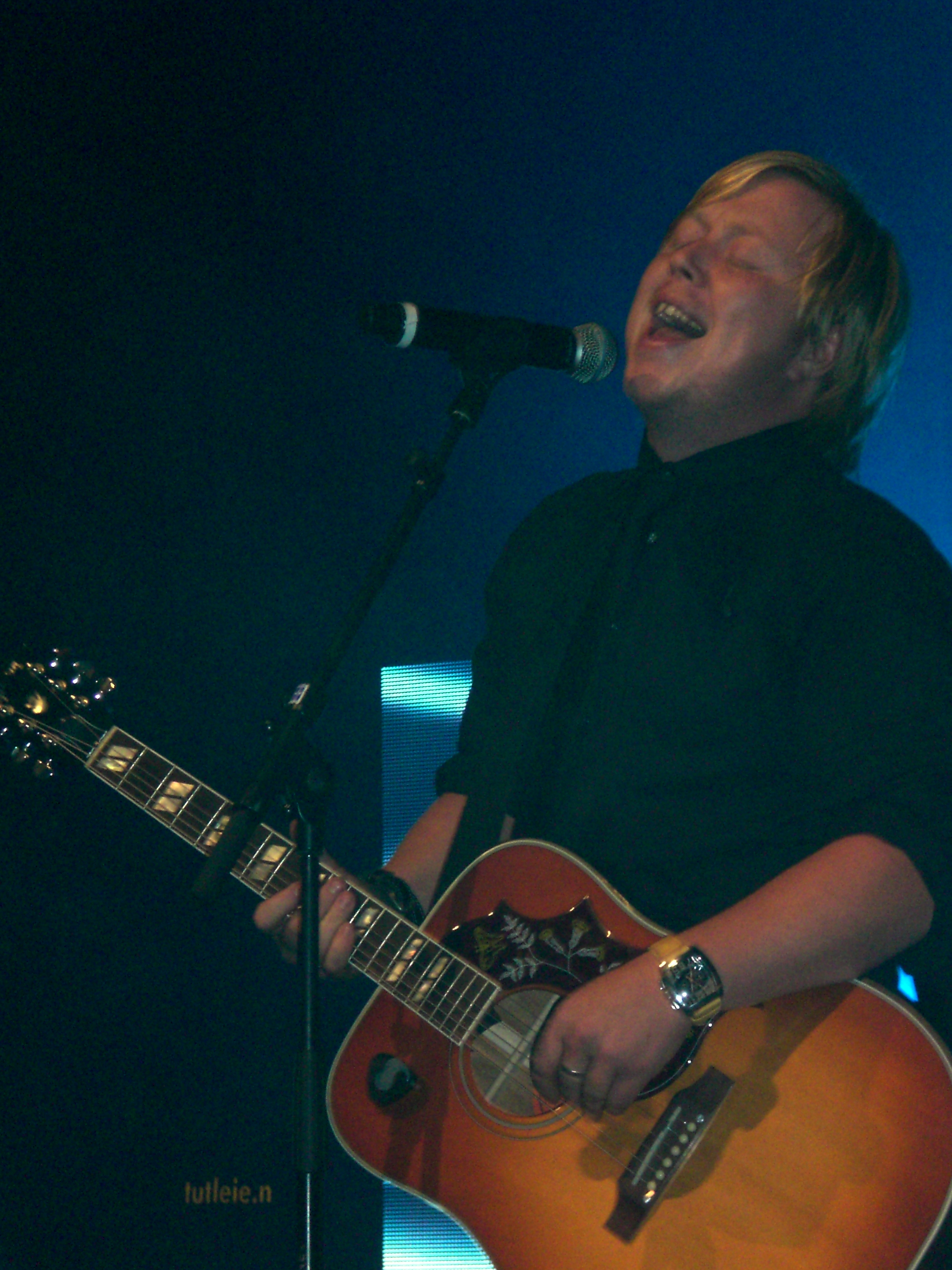
Kurt Nilsen, "duplamente vencedor"

Mais de 100 participantes já venceram em versões locais de Idols em todo o mundo. Em 2003, foi promovido o World Idol, com vencedores da África do Sul, Estados Unidos, Bélgica, Austrália, Alemanha, Noruega, Arábia, Países Baixos, Reino Unido, Canadá e Polônia. O vencedor foi o norueguês Kurt Nilsen.

### Em Portugal
A versão portuguesa de Idols, Ídolos, exibida pela Sociedade Independente de Comunicação (SIC), estreou em 2003 e teve duas temporadas. A primeira se encerrou em 2004 com a vitória de Nuno Norte. A segunda começou no mesmo ano e encerrou-se em 2005 tendo como vencedor Sérgio Lucas. Apresentado por Sílvia Alberto e Pedro Granger, teve audiências realizadas em Lisboa, Porto e Beja.

### No Brasil
O Brasil ganhou duas versões de Idols. Ambas também chamadas Ídolos, foram exibidas pelo SBT até a compra do formato pela Rede Record em 2008.

#### SBT
A versão do Sistema Brasileiro de Televisão iniciou-se em 5 de abril de 2006 e terminou em 27 de julho do mesmo ano com a vitória de Leandro Lopes. As audições foram realizadas em cinco capitais: Recife, Rio de Janeiro, Brasília, São Paulo e Porto Alegre. A segunda temporada foi exibida em 2007, de 28 de março a 16 de agosto e deu vitória para Thaeme Mariôto. Nesta edição do programa, apresentado por Beto Marden e Ligia Mendes, as audições foram realizadas em Salvador, Belém, Belo Horizonte, Campinas e Florianópolis.

#### Rede Record
A versão da Rede Record estreou em 19 de agosto de 2008 E ficou até 13 de dezembro de 2012.Era apresentado por Rodrigo Faro e teve suas audições realizadas em Porto Alegre, Salvador, Rio de Janeiro e São Paulo.

## Estilos visuais
Um notável ponto em comum no formato Idols é o estilo visual de seu logotipo e de sua abertura. Muitas versões modificadas do logo de Idols foram feitas e a abertura em forma de um show vem sendo alterada desde o início de Idols, em junho de 2001.

### Logotipo
O plano básico do logotipo é uma forma oval com o título centralizado escrito sob uma fonte tipográfica padrão (Kaufmann). O logo original do Pop Idol trazia uma estrela ao centro do ovóide. Ela também esteve presente por um curto período no American Idol, mas foi retirada logo nas audições da primeira temporada. Os símbolos de alguns países incluiam um sublinhado no título, como no da versão alemã Deutschland sucht den Superstar. De todo o mundo, somente a Turquia não adotou a fonte padrão. Como parte do relançamento do programa após a primeira temporada, o Nouvelle Star francês adotou uma cor púrpura em seu novo símbolo fugindo da tradicional paleta azul do formato e teve seu exemplo seguido pelo SuperStar árabe, que utilizou a mesma cor em sua quinta temporada.

### Sequências de abertura
A versão original da abertura do programa iniciava com o símbolo azul escuro do programa descendo na tela. A figura humana tridimensional aparecia com braços levantados, destinado a ser o ídolo do título do programa. Seguinte ao cantar do 'ídolo' aparecem guitarras, microfones, câmeras e aviões representando a vida de uma estrela musical. Durante isso o sexo da figura humana alterna entre masculino e feminino. Finalmente ela aparece novamente a frente do logo de Idols levantando as mãos em menção à vitória.
A versão norte-americana da abertura foi alterada em cada temporada, incluindo agora efeitos sonoros e substituindo os aviões com bandeiras agitadas. O conceito da bandeira também foi usado no Indian Idol da Índia, bem como a exibição de monumentos nacionais famosos na primeira cena.
Em 2005, uma nova versão da abertura de Idols foi criada e apareceu primeiramente na premiere da quarta temporada do American Idol. Esta introdução inclui uma longa aparição da figura humana em um elevador aberto; em seguida caminha em um túnel estilizado até o palco, onde começa sua performance. A partir deste modelo básico, as versões norte-americana e canadense são customizadas com vencedores anteriores do Idols aparecendo em telas na versão norte-americana, enquanto na versão canadense exibe pontos turísticos do país. Outra versão modificada foi a do Nouvelle Star francês, que foi adaptada para a cor púrpura em detrimento da original azul e verde.